# 프로젝트 183R형 미사일정
프로젝트 183R형 미사일정(러시아어: Ракетные катера проекта 183Р)은 소련에서 건조된 세계최초의 미사일정이다. 나토에서는 코마르급으로 분류하였다. 코마르는 모기(комар)라는 뜻의 러시아어이다.

## 개발
183R형은 2차 대전 직후 개발된 183형 어뢰정을 기초로 개발된 세계최초의 미사일정이다. 1956년 P-15 테르밋(나토 코드 : 스틱스) 미사일이 개발되자 1957년 183형 어뢰정을 기반으로 P-15 미사일을 장착한 시험함인 183E형을 개발하였고, 1959년 이를 바탕으로 프로젝트 183R형을 개발된다.
중화인민공화국에서 40여 척을 라이센스 생산하였고 선체를 철재로 바꾼 024형도 건조되었다. 또한 조선민주주의인민공화국에서도 6척을 건조(서흥급)하였다.

## 구조
183R형은 가벼운 목재 선체에 4기의 1200마력의 M-50F 디젤 엔진을 장착하지만 미사일로 인한 무게 증가로 183형 어뢰정에 못미치는 최대 38노트의 속력을 낸다.
183R형은 저렴하고 효과적이었으며, 항속능력, 내파성, 거주성은 무난한 수준이었다. 그러나 선체 크기의 제한으로 더욱 많은 미사일의 장비가 불가능했고, 광학 조준기만이 부착된 수동 기관포 한 문뿐인 빈약한 대공무장으로 인해 더 대형의 후계함을 개발하기에 이르렀다.

## 무장
주무장으로 2기의 P-15 미사일 발사관을 선체 후부 양현에 장착한다. 발사관은 11.5°의 각도로 고정되어 있고. 미사일의 날개가 접히지 않으므로 발사관의 크기가 대형이다. MR-331 랑오웃(Рангоут) 탐색 레이다가 목표를 탐지하면 연동된 클리온-183R 사격통제체계로 목표를 입력하고 미사일을 발사한다. 레이다 성능의 한계로 대형 표적을 제외하고는 미사일의 긴 사정거리를 살리기에는 부족하다. 미사일은 15~30노트 사이, 해상상태 4까지의 상태에서 발사할 수 있다. 미사일의 재장전은 기지에서만 가능하다.
대공무장으로 선수에 2M-3M 2연장 25mm 기관포 1문을 장비하고 있다.

## 개량형
- 프로젝트 183RU형 - 신형 P-15U 미사일을 장착한 형식. 후속함의 개발로 실현되지는 않았다.

## 운용국가
1959년에서 1965년 사이에 소련에서 112척이 건조되었다.
- 베트남 - 4척이 인도되었고 1975년에서 1980년 사이에 모두 퇴역하였다.
- 소련 - 1975년까지 모두 퇴역하였다.
- 시리아 - 60년대 12척을 인도받았고 욤키푸르 전쟁 후 6척이 남았다. 80년대 모두 퇴역하였으나 90년대 재취역하였다고 한다.
- 알제리 - 1962년 6척이 인도되었으나 1980년대 모두 퇴역하였다.
- 이라크 - 1976년 3척이 인도되었으나 이란-이라크 전쟁에서 모두 격침되었다.
- 이집트 - 60년대 7척을 인도받았고, 이를 기초로 1980년대 서방제 전자장비를 탑재한 10월 6일급을 건조 하였다. 현재 모두 퇴역하였다.
- 인도네시아 - 1962년 12척을 인도 받았으나 목재선체가 열대 기후에 적합하지 않아 1969년 모두 조기 퇴역하였다.
- 조선민주주의인민공화국 - 중화인민공화국과 소련으로부터 10척을 인도받았고, 서흥급 6척을 자체 건조하였다.
- 중국 - 1961년 8척을 인도받았고 40여 척을 라이센스 생산하였다. 선체를 철재로 바꾼 024형을 개발하였다.
- 쿠바 - 60년대 18척을 인도 받았다.
- 파키스탄 - 1981년 4척의 024식이 중화인민공화국으로부터 인도 되었다. 현재 모두 퇴역하였다.

## 실전기록
1967년 10월 21일 2척의 이집트 해군 소속 183R형에서 발사한 4발의 스틱스 미사일이 이스라엘의 구축함 아일라트호를 격침시켰다. 이후 1973년 10월 7일 시리아 해군 소속의 183R형 2척이 이스라엘의 Sa'ar 3급 미사일정의 가브리엘 미사일에 격침되었고, 추가로 이스라엘 공군기에 의해서도 몇대가 격침되었다.

## 대한민국
대한민국 해군은 조선민주주의인민공화국이 코마르급 고속정 및 오사급 고속정을 도입하자 이에 대한 대응책으로 백구급 미사일 고속정과 참수리급 고속정을 도입하였다.

## 같이 보기
- 스틱스 미사일
- 아일라트호